# Pozorovatelská mise OSN v Ugandě a Rwandě

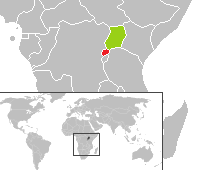
Rwanda (červeně) a Uganda (zeleně)

Pozorovatelská mise OSN v Ugandě a Rwandě, UNOMUR (anglicky United Nations Observer Mission Uganda–Rwanda) byla mírová mise OSN ustanovená podle Rezoluce Rady bezpečnosti OSN č. 846, jejímž úkolem bylo kontrolovat státní hranici mezi Ugandou a Rwandou a zabránit případné vojenské podpoře rwandských uprchlíků. Kontroly zahrnovaly především hlídání tranzitních cest, aby nedocházelo k transportům zbraní a střeliva. Mandát mise trval od června 1993 do září 1994. Mise byla ustanovena v Kabale v Ugandě a mandát se vztahoval na kontrolu 193 mil státní hranice. Státy tvořící součást operace UNOMUR byly Bangladéš, Botswana, Brazílie, Maďarsko, Nizozemsko, Senegal, Slovensko a Zimbabwe.
Mise zahrnovala 81 mezinárodních pozorovatelů. Jejich velitelem byl kanadský brigádní generál Roméo Dallaire, který se stal později známý především jako velitel Pomocné mise OSN pro Rwandu (UNAMIR) během rwandské genocidy. Roméo Dallaire přijel do Ugandy na začátku října 1993 a byl informován důstojníkem Armády národního odporu (ANO), že veškeré kontroly mezinárodních pozorovatelů musí být nahlášeny alespoň 12 hodin předem a dále že by měli být všichni pozorovatelé doprovázeni členy ANO. I přesto, že původním záměrem mise bylo provádět náhodné kontroly, trvali důstojníci ANO na hlášených kontrolách. Oblast kontrol měla zahrnovat 100 km pásmo v Ugandě od státní hranice, v němž leží i důležité tranzitní město Mbarara, ale důstojníci ANO povolili pozorovatelům mise provádět kontroly pouze 20 km od státní hranice. Dallaire ve své knize Shake Hand with the Devil v návaznosti na skutečnosti prohlásil, že hraniční pásmo zahrnuje řadu stezek, které nebylo možno udržet pod kontrolou, zvláště pak proto, že nebyly k dispozici vrtulníky se schopností nočního vidění. Počet mezinárodních pozorovatelů označil za nízký a kontroly za symbolické.
Dallaire byl jmenován velitelem navazující mise UNAMIR a Ugandu opustil 21. října 1993. Ve velení mise byl nahrazen plukovníkem Benem Matiwazou ze Zimababwe a později bangladéšským plukovníkem Asrarulem Haquem.
Mise UNOMUR byla převedena pod velení navazující mise UNAMIR. Mandát mise vypršel po občanské válce ve Rwandě a rwandské genocidě 21. srpna 1994.